# Рустоу, Марина
Марина Рустоу (англ. Marina Rustow; род. XX век) — американский историк и профессор кафедры еврейской цивилизации на Ближнем Востоке имени Хедоури А. Зилхи в Принстонском университете. Она является стипендиатом программы Макартура 2015 года. Её работа сосредоточена на изучении еврейско-арабских документов, найденных в Каирской генизе, и истории евреев в Фатимидском халифате. 

## Образование и карьера
Рустоу родилась в Нью-Йорке. Она получила степень бакалавра в Йельском университете в 1990 году и две степени магистра в Колумбийском университете в 1998 и 1999 годах. В 2004 году она получила степень доктора философии в Колумбийском университете, где училась у Йосефа Хаима Йерушалми. С 2003 по 2010 год она преподавала в Университете Эмори. В 2007 году она была стипендиатом Американской академии в Риме, где она прониклась любовью к итальянской кухне. С 2010 по 2015 год она преподавала в Университете Джонса Хопкинса, а затем стала штатным профессором Принстона. В 2014 году она выиграла стипендию Гуггенхайма. Проживает в Нью-Йорке.
В настоящее время Растов является директором лаборатории Генизы, института в составе кафедры ближневосточных исследований Принстонского университета, занимающегося изучением документальных источников из Каирской генизы. Работа лаборатории Geniza Lab в основном находится в сфере цифровых гуманитарных наук и включает в себя такие инициативы, как проект распознавания рукописного текста и база данных проекта Princeton Geniza.

## Стипендия Макартура
В своём объявлении 2015 года Фонд Макартуров заявил, что ей была вручена премия в размере 625 000 долларов США за «применение её значительных познаний в области языков, социальной истории и папирологии», и что Рустоу «переписывает наше понимание средневековой еврейской жизни и трансформирует историческое изучение империи Фатимидов». 
Рустоу сказала, что «эта награда позволит мне работать так, как я раньше не могла», и «копнуть немного глубже».

## Научные исследования
В своей книге 2008 года «Ересь и политика общины: евреи Фатимидского халифата» Рустоу бросила вызов общепринятому мнению об отношениях между двумя враждующими еврейскими общинами, жившими в период Фатимидского халифата с 909 по 1171 год н. э. Это были преобладающие раббаниты и караимы, которые отвергают авторитет Талмуда и полагаются только на еврейскую Библию. Большинство историков прошлого описывали их как «фракции, резко разделённые теологическими разногласиями, причем последние заклеймлены как еретики и маргинализированы». Рустоу изучала повседневные документы, входившие в огромный архив синагоги Бен-Эзра в Старом Каире. Эти документы, такие как контракты, письма, правительственные указы и петиции, свидетельствовали о «множестве социальных, экономических и политических взаимоотношений между двумя группами». Её книга ставит под сомнение «глубину религиозного раскола, предполагая более высокий уровень терпимости и сотрудничества, чем предполагалось».
Предыдущие исследователи документов, найденных в Каирской генизе, сосредоточились на текстах, написанных на иврите и арамейском языках. Рустоу решила изучить те тексты, которые написаны на арабском языке и которые часто встречаются «на полях и на оборотах таких документов». Её исследования с коллегами привели к пониманию повседневной жизни евреев Каира, например, что они «импортировали овечий сыр из Сицилии — он считался кошерным — и наполняли контейнеры на базаре тёплой едой в ранней версии еды на вынос». В XI веке существовал средиземноморский торговый путь в форме треугольника между Египтом, Тунисом и Сицилией, а лён, используемый для изготовления льняной ткани, и мыло были основными товарами. «Все тогда носили лён», — говорит Растоу.
Она изучает использование арабского языка евреями Сицилии в годы после изгнания мусульман с Сицилии в XIII веке н. э. Мусульмане правили Сицилией с IX по XI век.
В сотрудничестве с Сашей Стерн она также провела исследование еврейского календаря, сосредоточившись на споре X века н. э. между еврейскими авторитетами Аароном бен Меиром и Саадией Гаоном по поводу календаря.